# Отладчик использования памяти
Отладчик использования памяти (англ. memory debugger) — инструментальное программное обеспечение для обнаружения утечек памяти и переполнений буфера. Это происходит из-за ошибок, связанных с выделением и освобождением динамической памяти. Программы, написанные на языках, обладающих поддержкой сборки мусора, как например, управляемый код, могут также нуждаться в отладчиках использования памяти, например, для выявления утечек памяти из-за «живых» ссылок в сборках.

## Инструменты
Здесь представлен список инструментов, полезных при отладке использования памяти.
В сочетании с отладчиками использования памяти могут быть использованы профилировщики и прочие средства отладки.
- AQtime
- Bcheck
- BoundsChecker
- Daikon
- Debug new
- dmalloc
- Duma
- Electric Fence
- IBM Rational Purify
- Insure++
- Intel Parallel Inspector
- libcwd
- libumem
- MemCheck — бесплатный модуль (unit) для Borland Delphi
- MemoryScape — бесплатный модуль TotalView
- Memwatch
- mpatrol
- mtrace
- IBM OLIVER (CICS interactive test/debug)
- Sun Studio Runtime Checking (RTC)
- SPlint
- TotalView
- Valgrind
- WinDBG
- Spider - профайлер для Borland Delphi приложений

## Дополнительные источники
- Охота на ошибки использования памяти (англ.) — статья Айвана Скайтта Йоргенсена
- Сравнение бесплатных программ для проверки использования памяти (англ.) — обзорная статья от Жана-Филиппа Мартина